# Ameed Mahajna
Ameed Mahajna (Umm al-Fahm, 11 de octubre de 1996) es un futbolista Israelí que juega en la demarcación de defensa para el Al-Rayyan SC de la Liga de fútbol de Catar.

## Selección nacional
Hizo su debut con la selección absoluta de Vietnam el 11 de septiembre de 2023 en un encuentro amistoso contra Palestina que finalizó con un resultado de 2-0 a favor del combinado vietnamita tras los goles de Phạm Tuấn Hải y Nguyễn Công Phượng.

## Clubes
| Club                  | País   | Año       | Partidos | Goles |
| --------------------- | ------ | --------- | -------- | ----- |
| Hapoel Ra'anana AFC   | Israel | 2016-2017 | 1        | 0     |
| Hapoel Jerusalem FC   | Israel | 2017-2018 | 14       | 0     |
| Hapoel Acre FC        | Israel | 2018-2019 | 46       | 1     |
| FC Kafr Qasim         | Israel | 2019-2021 | 66       | 5     |
| Hapoel Umm al-Fahm FC | Israel | 2021-2024 | 80       | 3     |
| Al-Rayyan SC          | Catar  | 2024-     | 15       | 0     |